# Pál Teleki (futebolista)
Pál Teleki (5 de março de 1906 - 1985) foi um futebolista húngaro. 

## Carreira
Pál Teleki fez parte do elenco da Seleção Húngara de Futebol da Copa do Mundo de 1934 ele fez uma partida e um gol, Teleki também atuou pela Romênia.

## Ligações Externas
- Perfil em Fifa.com (em inglês)